# 赣州市立医院
25°51′37″N 114°56′29″E / 25.860276°N 114.941465°E

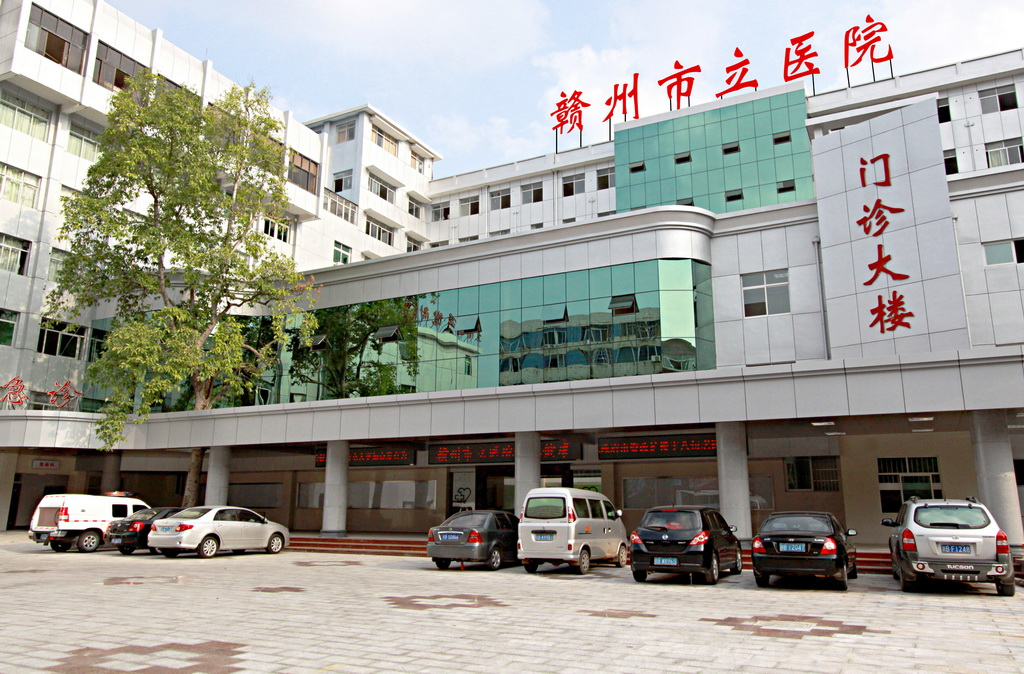
赣州市立医院

赣州市立医院，又称广东省人民医院赣州医院，是位于中华人民共和国江西省赣州市章贡区的一所三级甲等医院。

## 历史
1924年6月，美国仁爱会在赣州创办天主堂仁爱医院。1931年，改名为赣州天主堂仁爱医院。1950年12月，赣州市人民政府接管，并于1951年接管其护理学校，并更名为赣州市立人民医院及其附属高级护士学校。1971年8月2日，医院更名为赣州市人民医院。1999年12月28日，赣州撤地设市、划区后，医院更名为赣州市立医院。2020年5月，赣州市章贡区政府将其所属的赣州市立医院整体交付广东省人民医院管理；作为赣州打造对接融入粤港澳大湾区桥头堡项目。12月，总投资约30亿元的广东省人民医院赣州医新院区举行盛大奠基仪式。